# Escolástico (eunuco)
Escolástico (em latim: Scholasticus) foi um oficial e eunuco bizantino do século VI, ativo sob imperador Justiniano (r. 527–565). Talvez um homem glorioso, foi certamente um dos cubiculários, mas é incerto se manteve algum posto. Foi sugerido que era militar e que reteve o título de protoespatário, o chefe dos espatarocubiculários. No início de 551 foi o comandante geral de expedição enviada contra um bando de eslavos que estavam saqueando a península Balcânica. Sob seu comando estavam os oficiais Arácio, Constanciano, João, o Glutão, Justino e Nazares. Foram derrotados perto de Adrianópolis, mas depois conseguiram uma vitória que obrigou os eslavos a retornaram para suas terras.